# Ladenbergia nubigena
Ladenbergia nubigena là một loài thực vật có hoa trong họ Thiến thảo. Loài này được L.Andersson mô tả khoa học đầu tiên năm 1997.